# 고양이의 놀이와 장난감

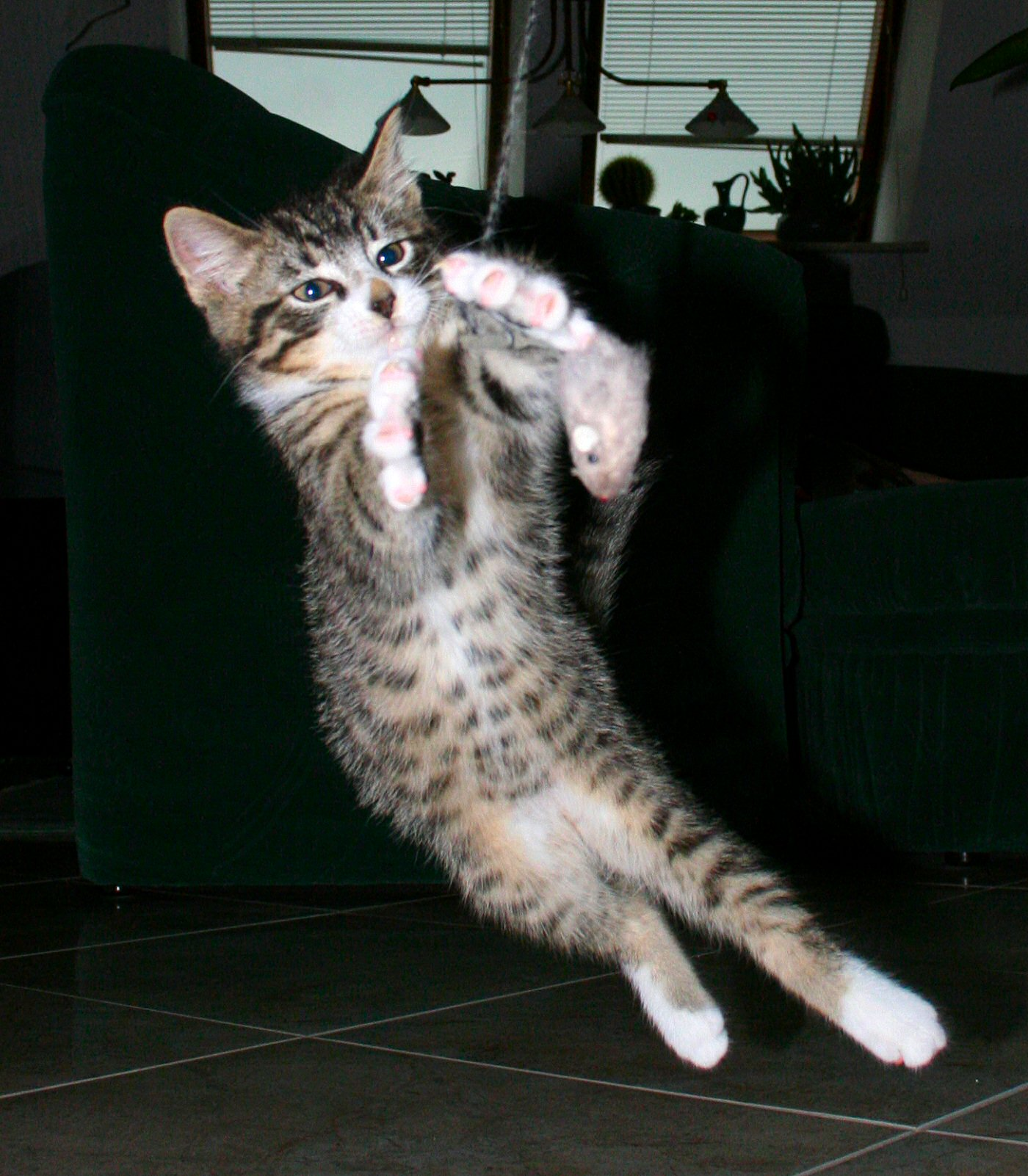
장난감을 잡기 위해 점프하는 고양이

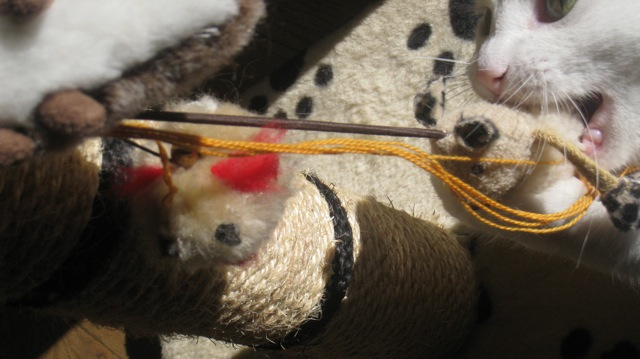
장난감을 물어 뜯는 고양이

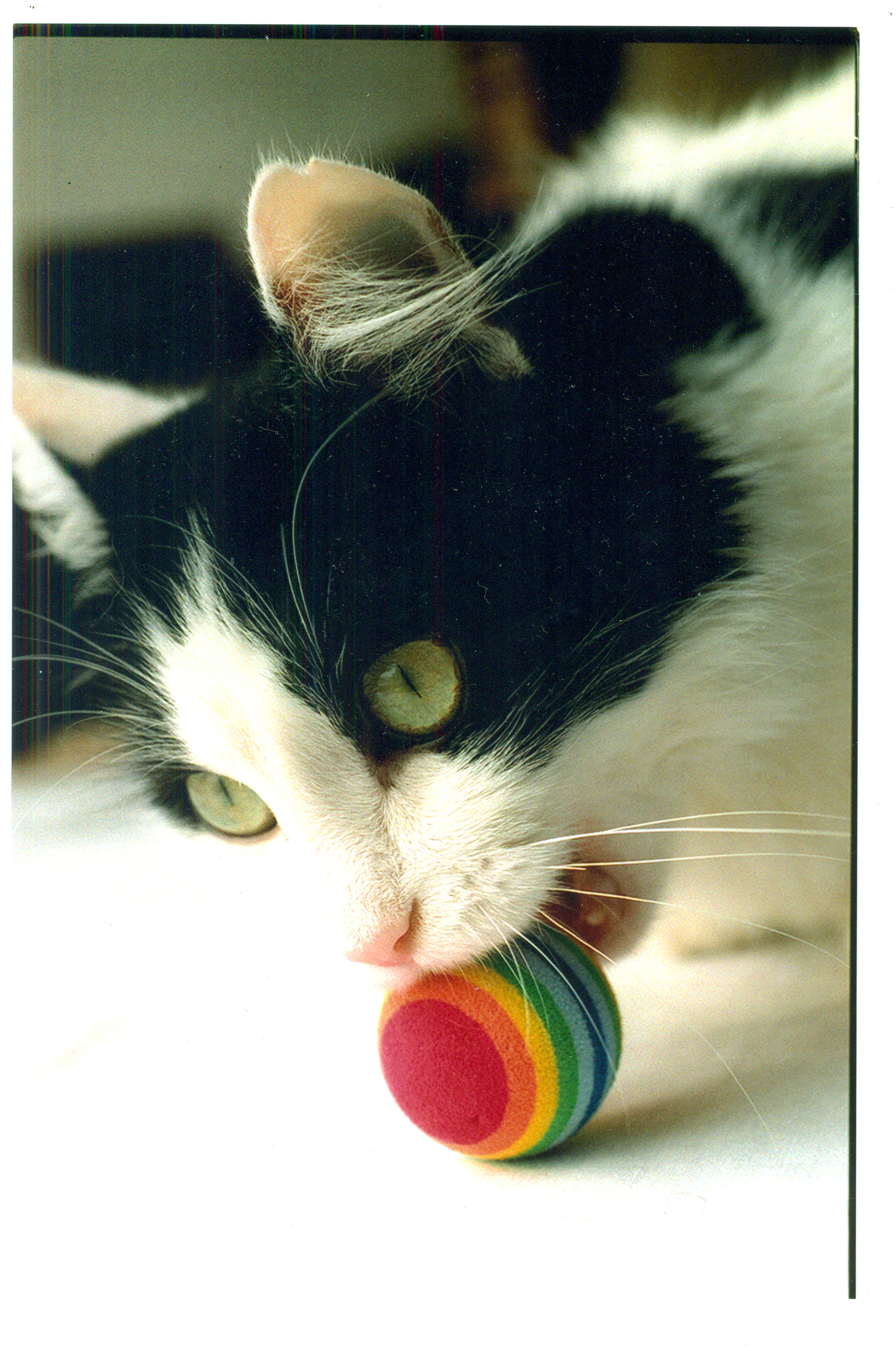
공을 가지고 노는 고양이

고양이의 놀이와 장난감은 "놀이 공격성"을 이용한 포식성 놀이를 포함한다. 고양이들이 놀 때 하는 행동은 사냥하는 행동과 비슷하다. 이러한 활동들은 고양이와 어린 고양이들이 자라고 인지 및 운동 기술을 습득하고 다른 고양이들과 교제할 수 있게 한다. 고양이 놀이 행동은 장난감이나 다른 물건만을 가진 혼자일 수도 있고 다른 동물이나 사람과 함께일 수도 있다. 그들은 줄에서부터 먹이를 닮은 작은 쥐 인형과 같은 털복숭이 장난감, 비닐봉지까지 다양한 장난감을 가지고 놀 수 있다.

## 같이 보기
- 개박하